# Michel Aun
‎
Michel Aun (tudi Michel Aoun), libanonski general in politik, * 1935, Bejrut.
Med 22. septembrom 1988 in 13. oktobrom 1990 je bil predsednik vlade Libanona in v.d. predsednika Libanona ene od dveh nasprotujočih se vlad, ki sta se borili med seboj za prevlado v Libanonu.